# Енцо Аморе
Енцо Аморе (англ. Enzo Amore, нар. 18 грудня 1986, Гакенсак, Нью-Джерсі, США) — професійний американський реслер. Виступає на підготовчому майданчику NXT.

## Життєпис
Енцо народився у місті  Гакенсак, штат Нью-Джерсі, однак зростав у місті Волдвік. Там він відвідував початкову школу та займався футболом. Навчався в Університеті міста Солсбері, де й розпочав свою футбольну кар'єру у студентській футбольній лізі DIII. Там він грав з 2007 по 2009 роки на позиції лайнебека. Отримав вчений ступінь з журналістики.

## Здобутки та нагороди
- Pro Wrestling Illustrated
  - PWI ставить його # 226 з топ 500 найкращих реслерів у 2015
- WWE NXT
  - Нагорода найкращій команді NXT (2015) з Коліном Кесседі